# Frogn
Frogn é uma comuna da Noruega, com 87 km² de área e 13 153 habitantes (censo de 2004).         